# Transformers: Robots in Disguise
Cet article concerne une série télévisée d'animation de 2000. Pour une série télévisée d'animation de 2015, voir Transformers Robots in Disguise : Mission secrète.
Transformers: Robots in Disguise (トランスフォーマー・カーロボット, Toransufōmā Kārobotto) est une série télévisée d'animation de science-fiction japonaise en 39 épisodes de 22 minutes, diffusée du 5 avril 2000 au 27 décembre 2000 sur TV Tokyo. Cette série est inédite en France, et n'a donc pas été doublée en français.

## Synopsis
Le docteur Kenneth Onishi est capturé par les Predacons, menés par Megatron, qui veulent se servir de sa mémoire pour trouver les sources d'énergies les plus riches sur la Terre. Les Autobots, menés par Optimus Prime, sont bien décidés à protéger les humains des Predacons et à retrouver le docteur Onishi. Ils seront aidés par son fils, Koji.

## Personnages

### Autobots

#### Leaders Autobots
- Optimus Prime : Il est le chef des Autobots. Il se transforme en camion de pompiers. Il peut se transformer en super robot de combat (formé par les pièces de la partie arrière du camion). Il est bien décidé à contrecarrer les plans de Megatron.
- Ultra Magnus : Il se transforme en camion transporteur, il est le frère d'Optimus Prime. Ultra Magnus est un puissant autobot qui est armé d'un double canon et peut voler dans les airs avec un jet-pack sur son dos.
- Oméga Prime : Il est la forme ultime et combinée d'Optimus Prime et d'Ultra Magnus. Ultra Magnus délaisse ses pièces (ses avants bras, ses jambes et son torse séparés à part) à Optimus Prime (qui conserve sa forme robot de base) pour se transformer en ultra robot. Il est le plus puissant des Autobots.

#### Autobots inédits
- Skid-Z : Il se transforme en voiture de course. Il fut hanté par l'esprit d'un grand pilote de course, et ne put s'empêcher de participer à toutes les courses organisées. Après s'être libéré, il rejoint l'équipe.
- Tow-Line : Il se transforme en dépanneuse. Il déteste les véhicules mal garés, et les remorque immédiatement à la fourrière. Mais il sait se montrer ingénieux au combat.
- Fortress Maximus : Il se transforme en forteresse de combat, c’est l’autobot le plus gigantesque de tous.

#### Frères Autobots
- Prowl : Il se transforme en voiture de police (Lamborghini Countach). C'est le plus sage des trois frères. Il passe autant de temps à casser du Predacon qu'à surveiller Sideburn, qui ne rate aucune occasion de se mettre dans le pétrin.
- X-Brawn : Il se transforme en véhicule utilitaire sport (Mercedez-Benz ML). Il aime se battre, et aime parcourir des obstacles de toutes sortes.
- Sideburn : Il se transforme en voiture de sport bleue (Dodge Viper GTS). Il a une obsession pour les voitures de sport rouges, qu'il n'hésite pas à poursuivre, quitte à mettre sa mission de côté.

#### Team Bullet Train (Équipe TGV)
- Railspike : Le chef de l'équipe, vétéran qui essaye de donner le bon exemple à ses camarades.
- Rapid Run : Le plus costaud de l'équipe, toujours prêt au combat. Il est équipé d'un bouclier ultra blindé.
- Midnight Express : Il s'énerve très facilement, et a tendance à ne pas toujours prendre ses compagnons au sérieux.
- Rail Racer : Ultime forme combinée des trois trains de l'équipe. Les trois robots qui le composent étant déjà très grands non combinés, Rail Racer est gigantesque. Railspike fait la partie haute du robot (bras, poitrine et tête), Rapid Run fait le dos et la partie base du corps, et Midnight Express joue le rôle des jambes du robot.

#### Team Build King (Équipe de construction)
- Wedge : Le chef et le plus jeune de l'équipe. Il se transforme en buldozer et aime foncer à la charge pour s'en prendre à ses ennemis.
- Grimlock : Il se transforme en excavatrice, il est le second de Wedge.
- High Tower : Spécialiste en armement et tireur d'élite, il se transforme en grue.
- Heavy Load : Le plus costaud de l'équipe, il se transforme en camion benne.
- Landfield : Ultime Forme robot des quatre véhicules de construction, combinée de Wedge qui est le seul à jouer le rôle du torse et de la tête du robot, tandis que le reste de l'équipe peut faire les deux jambes ou les bras.

#### Spy Changers (Espions camouflés)
Les Spy Changers sont capables de rouler sur n'importe quelle surface (même sur les murs), et de se rendre invisibles.
- Hot Shot : Il se transforme en voiture de sports noir (Porsche 911) ornée de flammes. Il adore tout ce qui touche de près ou de loin au feu.
- R.E.V : Il se transforme en voiture jaune (Lamborghini Gallardo). Officier tactique de l'équipe, il est capable de sauter très haut. Son nom est formé des initiales de Race Exertion Vehicle.
- Crosswise : Il se  transforme en une voiture bleue (du genre Ferrari) ornée d'une croix blanche sur le capot. Cerveau du groupe, il se charge du bon fonctionnement du matériel de ses alliés. Il adore jouer avec la gravité.
- WARS : Il se transforme en voiture rouge (Ford Mustang) ornée de symboles japonais. Il adore tellement se battre qu'il fait preuve d'une violence épatante. Son nom est formé des initiales de Wicked Attack Recon Sportscar (En français : Violente Voiture de sport de Reconnaissance et d'Attaque).
- Ironhide : Il se transforme en pick-up (Ford Série F) noir et blanc au motif de vache, orné d'une tête de taureau rouge sur le capot. Il est très ami avec Mirage.
- Mirage : Il se transforme en voiture de course blanche de type monoplace. C'est le tireur d'élite du groupe, et coéquipier d'Ironhide.

### Predacons
- Megatron : Il possède pas moins de huit modes alternatifs (parmi lesquels une voiture, un jet, une chauve-souris, un dragon à deux têtes, une main géante, et d'autres...). Il cherche à obtenir le pouvoir ultime.
- Sky-Bite : Il se transforme en requin mécanique. Il est très loyal à Megatron, et veut lui prouver en réussissant une mission (ce qui n'est pas facile). Il n'hésite pas à voler la vedette à ses camarades pour être bien vu de Megatron.
- Slapper : Il se transforme en crapaud mécanique orange.
- Gas Skunk : Il se transforme en putois mécanique.
- Dark Scream : Il se transforme en chauve-souris mécanique.

### Decepticons
Les Decepticons sont des Autobots qui ont été corrompus par les Predacons. Ils se changent pour la plupart en véhicules militaires et industriels.
- Scourge : Il est le chef de l'équipe des Decepticons, il se transforme en camion-citerne et il a une ressemblance frappante avec Optimus Prime, l'ayant scanné en même temps que son véhicule.
- Mega Octane : C'est le commandant du groupe armé des Decepticons, il se transforme en camion à plateau équipé d'un double canon.
- Rollbar : Combattant terrestre des Decepticons, il se transforme en 4X4 militaire.
- Armorhide : Combattant terrestre des Decepticons, il se transforme en tank.
- Rotor : Combattant aérien des Decepticons, il se transforme en hélicoptère.
- Movor : Combattant aérien des Decepticons, il se transforme en navette spatiale.
- Ruination : Ultime forme robot des Decepticons, combiné de Méga Octane (corps et tête), de Rollbar (jambe droite ou bras gauche), d'Armorhide (jambe gauche ou bras droit), de Rotor (bras gauche ou jambe droite), et de Movor (bras droit ou jambe gauche). Seul Scourge ne combine pas avec le reste de l'équipe.

Note : Cinq des membres du groupe commando des Decepticons font référence à l'équipe originale des Combaticons dans la série Transformers : Generation 1 - Mega Octane est Onslaught, Rollbar est Swindle, Rotor est Vortex, Movor est Blast Off et le robot combiné Ruination est Bruticus.

## Épisodes
1. Titre français inconnu (Battle Protocol! alias First Movement! Fire Convoy'')
2. Titre français inconnu (An Explosive Situation alias A High Speed Battle! Gelshark)
3. Titre français inconnu (Bullet Train to the Rescue alias Unite! Bullet Train Robo)
4. Titre français inconnu (Spy Changers to the Rescue alias Ninja Robo - Spy Changers Go!)
5. Titre français inconnu (The Hunt for Black Pyramid alias Deadly Jump! Mach Alert)
6. Titre français inconnu (Secret of the Ruins alias Gigatron's Revenge!)
7. Titre français inconnu (Side Burn's Obsession alias Speedbreaker's in Danger)
8. Titre français inconnu (Secret Weapon D-5 alias Mysterious Weapon! D-5)
9. Titre français inconnu (Mirage's Betrayal alias Counter Arrow's Betrayal?!)
10. Titre français inconnu (Skid-Z's Choice alias Out of Control! Indy Heat!!)
11. Titre français inconnu (Tow-Line Goes Haywire alias Parking Violation! Wrecker Hook)
12. Titre français inconnu (The Ultimate Robot Warrior alias The Ultimate Extreme! Buddha-Transformer)
13. Titre français inconnu (Hope for the Future alias Gigatron Reveals His Ambition!)
14. Titre français inconnu (The Decepticons alias Friend!? Foe!? Black Convoy!)
15. Titre français inconnu (Commandos alias Quintuple Merge! Valdigus)
16. Titre français inconnu ( Volcano alias En Garde! Two Convoys!)
17. Titre français inconnu ( Attack from Outer Space alias Aiming From Space! Shuttler!!)
18. Titre français inconnu (The Test alias Awaken to Justice, Black Convoy!)
19. Titre français inconnu (The Fish Test alias Secret Strategy! Gelshark!)
20. Titre français inconnu (Wedge's Short Fuse alias Raging Warriors: The Build Masters!)
21. Titre français inconnu (Landfill alias Quadruple Merge - Build King!)
22. Titre français inconnu (Sky-Byte Rampage alias Gelshark Returning)
23. Titre français inconnu ( A Test of Metal alias Target: Build Masters)
24. Titre français inconnu (Ultra Magnus alias Enter: God Magnus)
25. Titre français inconnu (Ultra Magnus: Forced Fusion alias Mighty Combination: God Fire Convoy)
26. Titre français inconnu (Lessons of the Past alias Focus: New Warriors) (clip show)
27. Titre français inconnu (The Two Faces of Ultra Magnus alias Body and Mind - Three Car Robot Brothers)
28. Titre français inconnu (Power to Burn! alias Double Matrix, Open!)
29. Titre français inconnu (Fortress Maximus alias Arise, Cybertron City!)
30. Titre français inconnu (Koji Gets His Wish alias JRX vs. Valdigus)
31. Titre français inconnu (A Friendly Contest alias Gelshark's Trap)
32. Titre français inconnu (Peril From the Past alias The Final Key? Sayonara, Ai)
33. Titre français inconnu (Maximus Emerges alias Stolen Plasma)
34. Titre français inconnu (The Human Element alias The Mystery of Brave Maximus)
35. Titre français inconnu (The Mystery of Ultra Magnus alias Gelshark's Blues) (clip show)
36. Titre français inconnu (Mistaken Identity alias Black Convoy's Ambition)
37. Titre français inconnu (Surprise Attack alias Arise, Brave Maximus!)
38. Titre français inconnu (Galvatron's Revenge alias Devil Gigatron's Counterstrike)
39. Titre français inconnu (The Final Battle alias Fire Convoy's Final Battle)

## Jeu vidéo
Transformers: Robots in Disguise a été adapté en jeu vidéo sous la forme d'un beat them all, sorti en 2014 sur iOS et Android.